# Juan Mates
Juan Mates (ou en catalan : Joan Mates) ou maître de Peñafiel, né vers 1370 à Vilafranca del Penedès et mort en 1431 à Barcelone, est un peintre espagnol d'art sacré.
Juan Mates a été actif à Barcelone entre 1391 et 1431. Il est connu pour les retables de saint Martin et saint Ambroise dans la cathédrale de Barcelone, le retable de Saint-Jacques de la cathédrale de Tarragone et les deux retables de Saint-Jean-évangéliste actuellement divisés.

## Biographie
Originaire de Vilafranca del Penedès, il s'établit en 1390 à Barcelone, dans l'atelier de Pere Serra, avec qui il a longuement collaboré. Ils ont en effet travaillé ensemble sur le retable de la Virgen con los Santos de Siracusa (1400). Quand son maître meurt, il récupère ses commandes, comme celle du retable de l’Annonciation pour l'église de Saint-François de Stampace de Cagliari en Sardaigne, qu'il réalise entre 1406 et 1410 et est actuellement conservé dans la Pinacothèque nationale (it).
Juan Mates a maintenu une relation avec les hauts responsables de l'Église et de la noblesse catalane, ainsi qu'avec des mécènes tels que les familles Cabrera, Cervelló, Queralt ou Foix. Il réalise ainsi diverses commandes destinées à plusieurs endroits d'Aragon et de Catalogne, tel que le retable de San Jaime de Vallespinosa (1406-1410, actuellement au Musée diocésain de Tarragone (es)), commandé par la famille Cervelló.
Pour la cathédrale de Barcelone, on lui fait la commande d'un grand retable de Saint Ambroise et de Saint Martin de Tours. Pour la Pía Almoina, il doit aussi réaliser le retable de Saint Sébastien (conservé au musée national d'art de Catalogne), qu'il exécute en 1431, juste avant d'arrêter sa production.
Juan Mates établit un atelier actif dans lequel il a comme collaborateurs principaux son fils Bernat Mates et son beau-fils Francesc Oliva entre 1425 et 1462. Le manque de talent artistique de son fils et la mort précode de son beau-fils provoquent la disparition de l'affaire familiale peu après la mort de Juan Mates, la même année.

## Œuvres

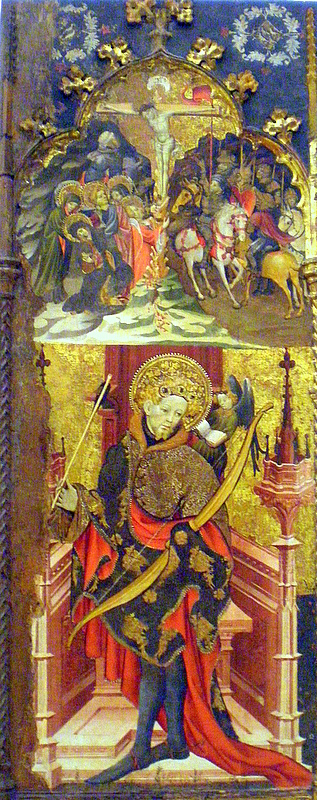
Cathédrale de Barcelone - Chapelle Saint-Martin de Tours et Saint-Ambroise de Milan
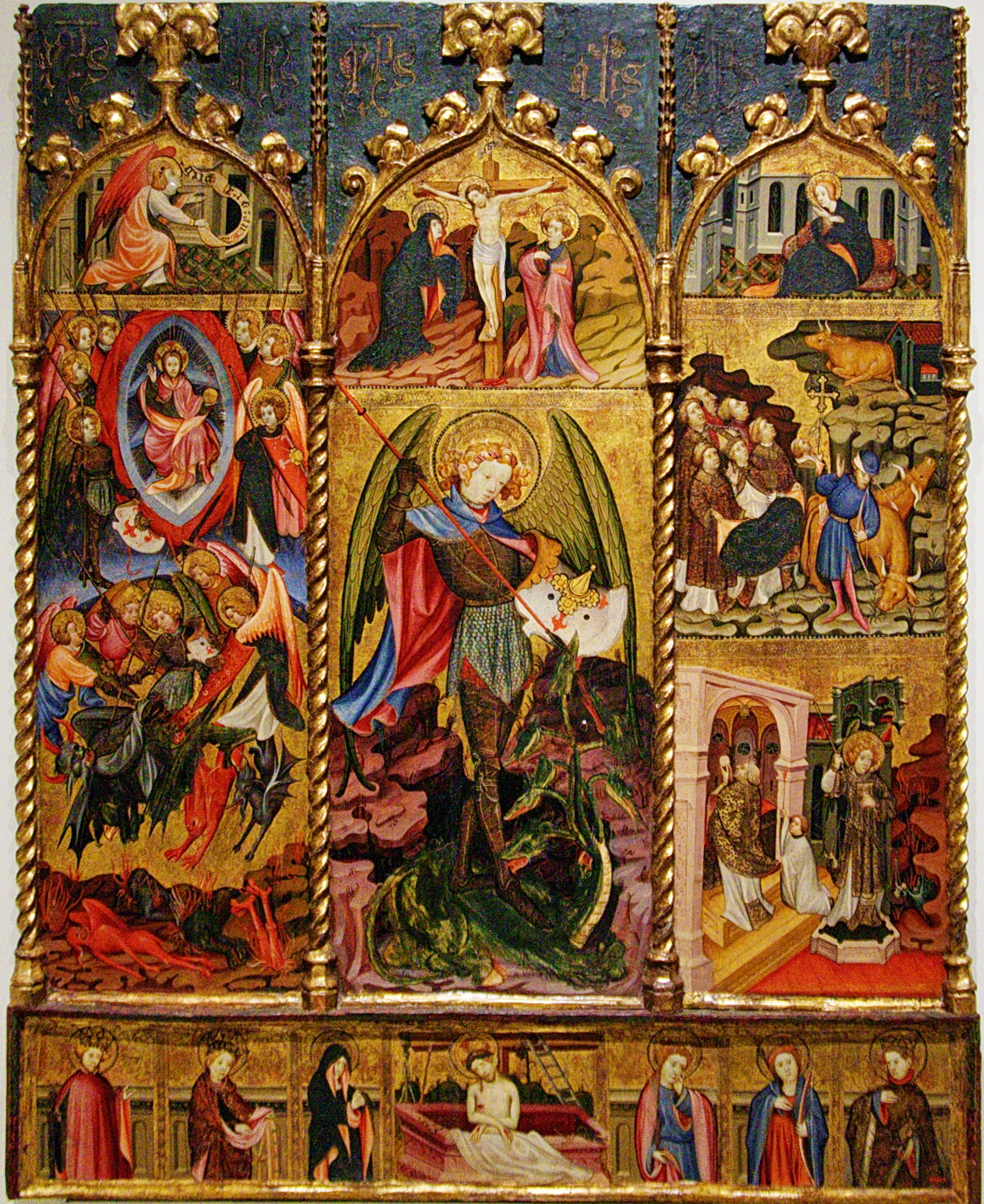
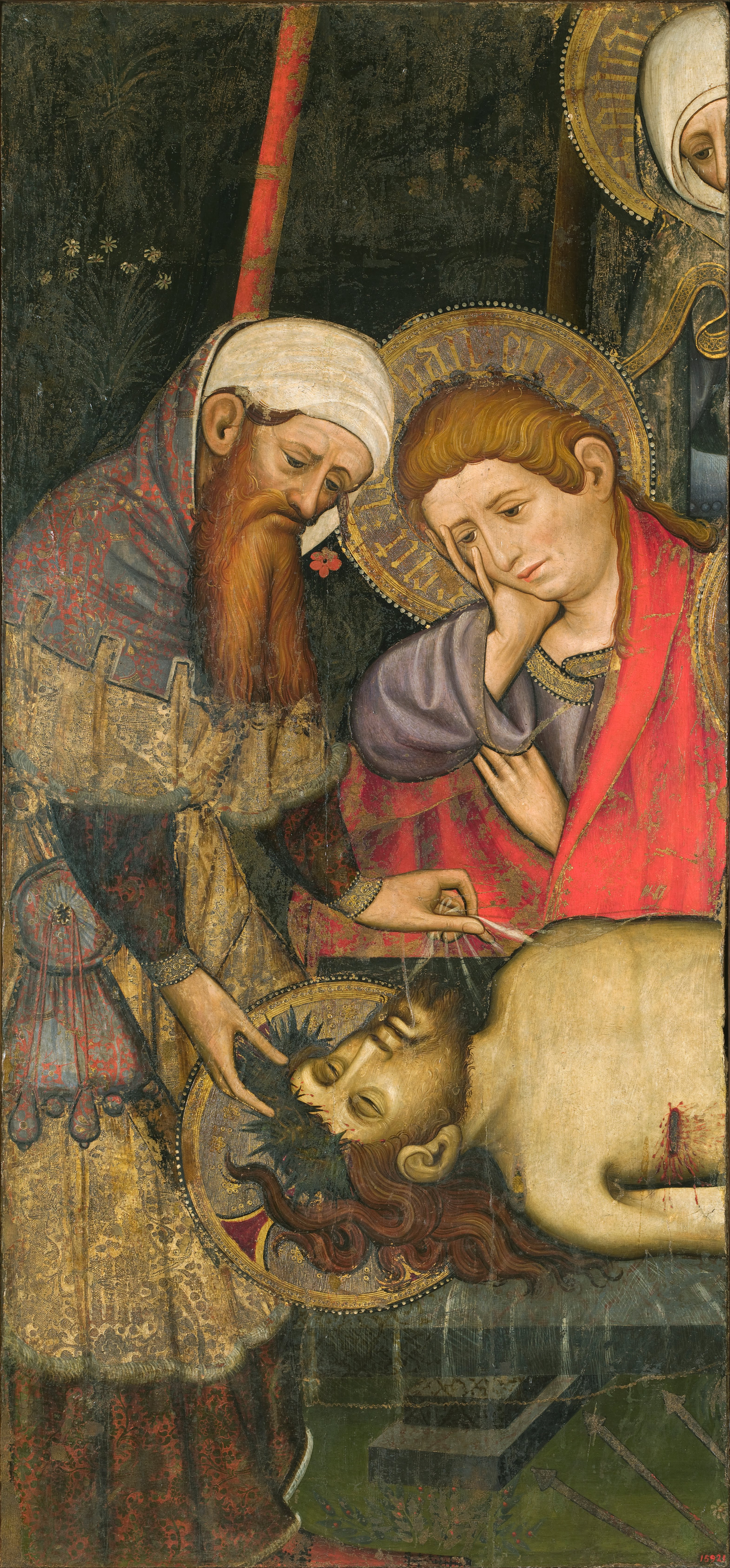
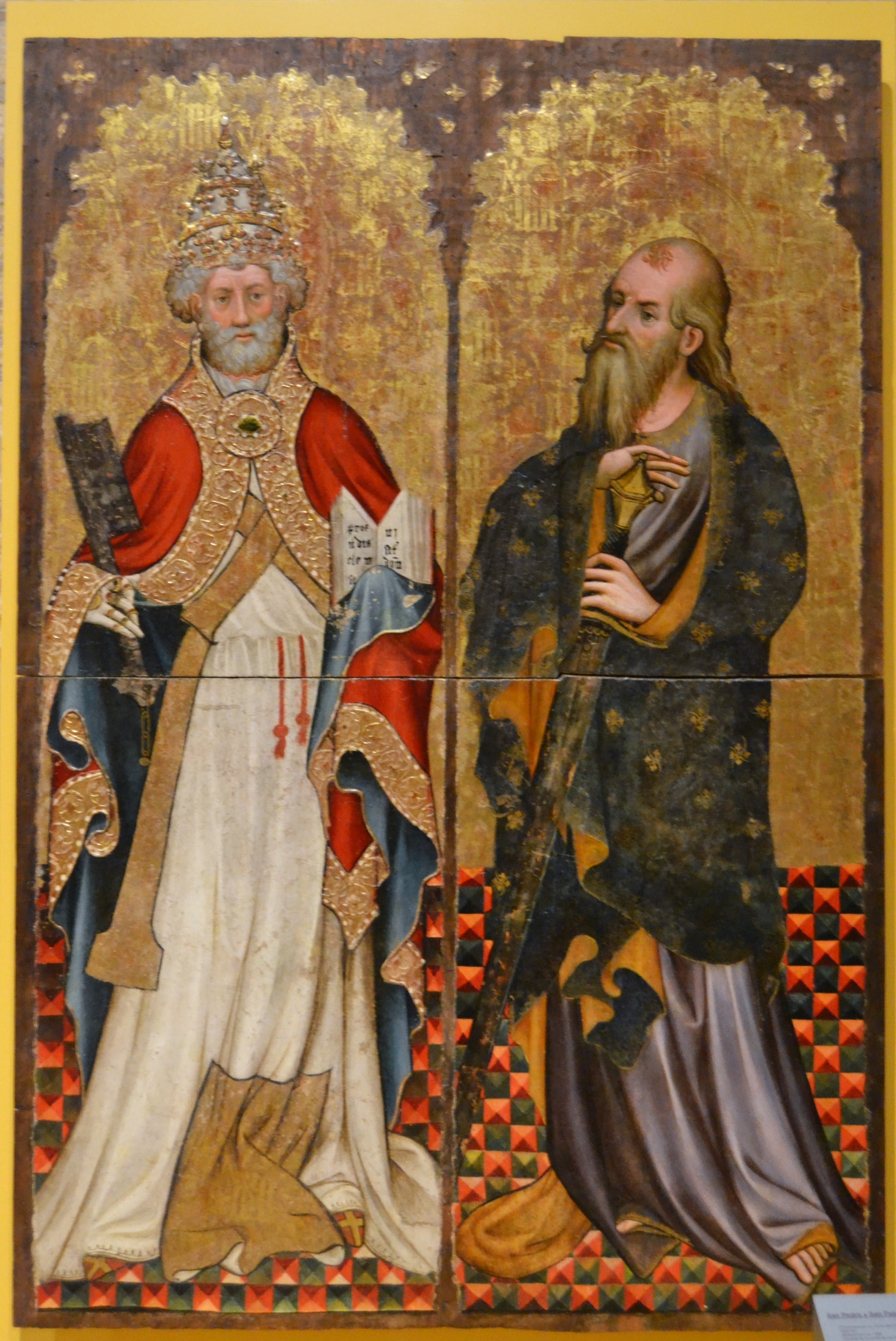
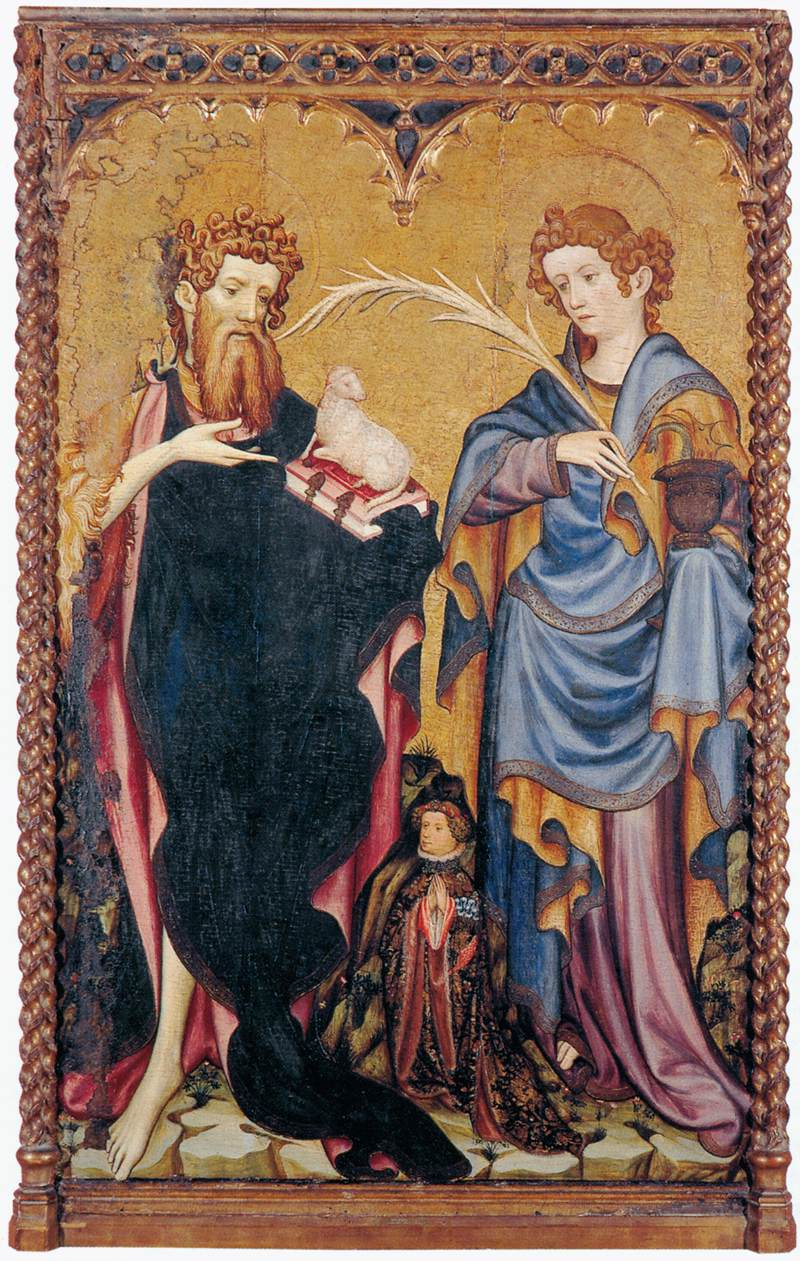
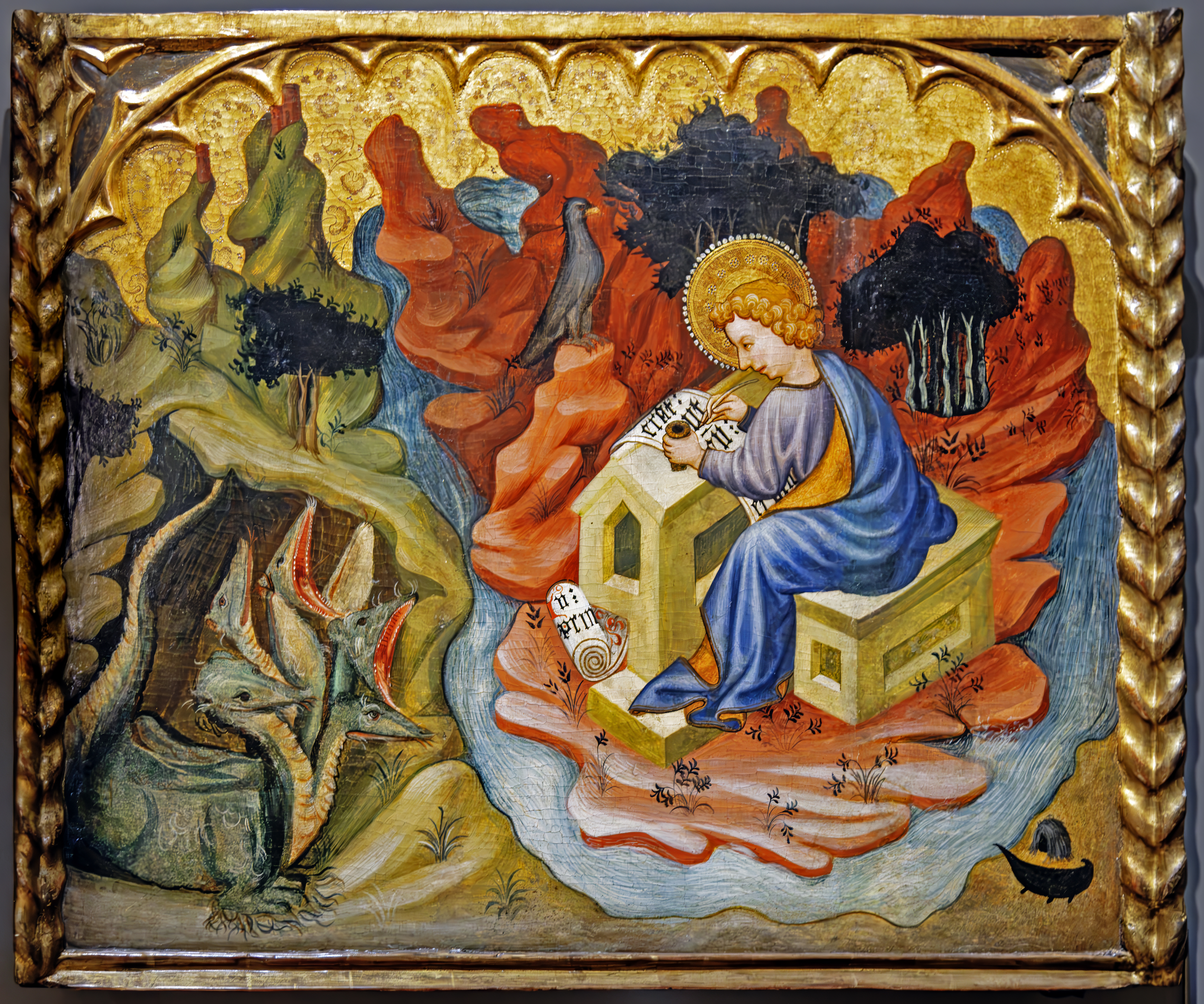
Saint Jean l'Evangéliste à Patmos - Musée Goya